# 17 marzo
Il 17 marzo è il 76º giorno del calendario gregoriano (il 77º negli anni bisestili). Mancano 289 giorni alla fine dell'anno.

## Eventi
- 45 a.C. – Nella sua ultima vittoria, Giulio Cesare sconfigge le truppe di Tito Labieno e Gneo Pompeo il Giovane nella battaglia di Munda;
- 180 – Commodo viene proclamato imperatore di Roma;
- 455 – Petronio Massimo viene proclamato imperatore di Roma;
- 624 – L'esercito di Maometto ottiene la sua prima vittoria nella battaglia di Badr;
- 1229 – Ingresso trionfale a Gerusalemme di Federico II di Svevia, a conclusione della pacifica Sesta crociata[1];
- 1426 – I guelfi di Brescia schiudono nottetempo le porte al conte di Carmagnola, alla testa delle truppe veneziane assedianti[2];
- 1762 – Viene celebrata per la prima volta la festa di san Patrizio a New York[3];
- 1776 – I britannici lasciano Boston a bordo di 170 navi diretti ad Halifax, in Canada, aprendo la via alla Dichiarazione d'indipendenza del 4 luglio[4];
- 1801 – Papa Pio VII pubblica la lettera apostolica Catholicae fidei con la quale fonda nuovamente la Compagnia di Gesù sciolta da papa Clemente XIV nel 1773;
- 1805 – A Milano viene proclamato il Regno d'Italia in sostituzione della precedente Repubblica italiana del 26 gennaio 1802; Napoleone Bonaparte, già imperatore dei francesi, viene proclamato re d'Italia (verrà incoronato nel Duomo di Milano il 26 maggio dello stesso anno);
- 1848 – Venezia si solleva contro il dominio austriaco; Milano seguirà a partire dal giorno dopo[5];
- 1852 – Annibale de Gasparis scopre l'asteroide Psyche dalla cupola nord dell'Osservatorio astronomico di Capodimonte;
- 1856 – Papa Pio IX pubblica l'enciclica Singulari quidem;
- 1861 – A Torino viene proclamato dal neo parlamento il nuovo Regno d'Italia, con Vittorio Emanuele II di Savoia come primo re d'Italia e Camillo Benso di Cavour presidente del primo governo del regno unitario;
- 1885 – Il dottor Frederick Treves presenta a Londra il rapporto medico su Joseph Merrick detto "Elephant Man"[senza fonte];
- 1891 – A Gibilterra si inabissa in un terribile naufragio, all'interno del porto, il piroscafo britannico Utopia, partito da Napoli alla volta di New York, col suo carico di emigranti dell'Italia meridionale: 563 le vittime accertate;
- 1898 – A New York, John Holland dimostra il suo sottomarino, che resta in immersione per 100 minuti[senza fonte];
- 1901 – Successo strepitoso per una mostra di 71 dipinti di Vincent van Gogh, esposti a Parigi a 11 anni dalla sua morte[senza fonte];
- 1929 – General Motors acquista l'azienda tedesca fondata da Adam Opel[senza fonte];
- 1931 – Lo Stato del Nevada legalizza il gioco d'azzardo;
- 1939 – Guerra sino-giapponese (1937-1945): Scoppia la battaglia di Nanchang tra il Kuomintang e i giapponesi[senza fonte];
- 1942 – Belzec, nel campo di concentramento nazista entra in funzione la prima camera a gas[senza fonte];
- 1948
  - A San Bernardino, California, nasce il gruppo di motociclisti Hells Angels;
  - Benelux, Francia, e Regno Unito firmano il Trattato di Bruxelles, un precursore dell'accordo NATO;
- 1950 – Viene annunciata la scoperta dell'Elemento 98, il Californio;
- 1958 – Gli Stati Uniti d'America lanciano il satellite Vanguard 1;
- 1959 – Tenzin Gyatso, il 14º Dalai Lama, fugge dal Tibet e trova rifugio in India;
- 1961 – In tutta Italia si festeggia il 100º anniversario dell'Unità d'Italia;
- 1966 – Al largo della costa spagnola del Mediterraneo, il sottomarino Alvin trova una bomba all'idrogeno statunitense perduta[senza fonte];
- 1969 – Golda Meir viene eletta primo ministro di Israele;
- 1971 – Roma, il governo rende noto il tentativo di golpe di Valerio Borghese, che colpito da mandato di cattura si rifugia in Spagna[senza fonte];
- 1973 – Il film Orizzonte perduto debutta nei cinema statunitensi: si rivelerà uno dei più grandi fiaschi di sempre, e i forti litigi fra i membri dello staff già durante la lavorazione del film porteranno alla dissoluzione del sodalizio artistico fra Dionne Warwick, Hal David e Burt Bacharach[6];
- 1981 – Viene trovata in un'azienda di Licio Gelli la lista degli appartenenti alla P2;
- 1986 – Italia: si scopre lo scandalo del vino al metanolo; 23 i morti accertati;
- 1987 – IBM annuncia la realizzazione del DOS versione 3.3 realizzato per suo conto da Microsoft[senza fonte];
- 1988 – Iraq: Ad Halabja, per ordine di Saddam Hussein, vengono uccisi col gas (cianogeno) migliaia di curdi[senza fonte];
- 1989 – Crolla la Torre civica di Pavia;
- 1991
  - In Unione Sovietica il referendum di tutta l'Unione sulla conservazione dell'URSS vince col 77,85% di sì (affluenza attestatasi all'80,03% degli aventi diritto);
  - In seguito a un controllo antidoping, Diego Armando Maradona viene trovato positivo alla cocaina;
- 1992
  - Un'autobomba uccide 29 persone e ne ferisce 242 all'ambasciata israeliana a Buenos Aires, in Argentina[senza fonte];
  - Il referendum per l'abolizione dell'apartheid in Sudafrica passa con il 68,7% dei voti favorevoli;
- 2003 – Il ministro britannico Robin Cook si dimette a causa dei piani del governo inglese per la guerra con l'Iraq;
- 2004
  - In Germania, tramite l'acceleratore HERA, viene osservato il primo Pentaquark contenente un Quark charm;
  - Quello di papa Giovanni Paolo II diviene il terzo papato più lungo della storia, dopo Pietro apostolo e papa Pio IX;
  - Violente agitazioni in Kosovo: oltre 22 morti, 200 feriti, 15 sacrari serbo ortodossi distrutti in Kosovo e due moschee a Belgrado e Niš[senza fonte];
- 2011 – In occasione dei 150 anni dell'Unità d'Italia, solo per il 2011 viene proclamato un giorno di festa nazionale;
- 2013 – Papa Francesco tiene il suo primo Angelus dinanzi alla gremita Piazza San Pietro.

## Nati
Ci sono circa 1 200 voci su persone nate il 17 marzo; vedi la pagina Nati il 17 marzo per un elenco descrittivo o la categoria Nati il 17 marzo per un indice alfabetico.

## Morti
Ci sono circa 570 voci su persone morte il 17 marzo; vedi la pagina Morti il 17 marzo per un elenco descrittivo o la categoria Morti il 17 marzo per un indice alfabetico.

## Feste e ricorrenze

### Civili
Nazionali:
- Irlanda – Festa di San Patrizio
- Italia – Giornata dell'Unità nazionale, della Costituzione, dell'inno e della bandiera[7]

### Religiose
Cristianesimo:
- Sant'Agricola di Chalon-sur-Saône, vescovo
- Sant'Ambrogio di Alessandria
- San Corrado di Baviera, monaco ed eremita
- San Gabriele Lalemant, gesuita, martire in Canada
- Santa Gertrude di Nivelles, badessa
- San Giovanni Sarkander, martire
- Santi Martiri di Alessandria d'Egitto
- San Paolo di Cipro, monaco e martire
- San Patrizio, vescovo e patrono d'Irlanda
- Beato Juan Nepomuceno Zegrí y Moreno, fondatore della congregazione delle Suore della carità di Nostra Signora della Mercede
- Beato Tommasello da Perugia

Religione romana antica e moderna:
- Agonalia Marti o Agonium Martialis
- Liberalia
- Iuvenalia
- Processione degli Argei (Itur ad Argeos)